# یواس‌اس الا (۱۸۶۲)
یواس‌اس الا (۱۸۶۲) (به انگلیسی: USS Ella (1862)) یک کشتی بود که طول آن ۱۵۰ فوت (۴۶ متر) بود.